# Rüdiger vom Bruch
Rudiger vom Bruch (né le 19 décembre 1944 à Kohlow, arrondissement de Sternberg-Ouest et mort le 20 juin 2017 à Berlin) est un historien moderne allemand. De 1993 à 2011, il est professeur ordinaire d'histoire des sciences à l'Université Humboldt de Berlin.

## Biographie
Rüdiger vom Bruch passe son enfance à Gevelsberg, en Westphalie. Il passe son Abitur en 1964 au lycée Schiller de Münster (de). De 1964 à 1969, il étudie l'histoire, l'allemand et les sciences politiques à l'Université libre de Berlin et à l'Université de Münster (WWU). Après l'examen d'État, il enseigne de 1971 à 1973 à la Fachoberschule für Sozialpädagogik de Münster et de 1972 à 1987 comme assistant de recherche aux Instituts d'histoire moderne de la WWU et à l'Université Louis-et-Maximilien de Munich (LMU). En 1978, il obtient son doctorat avec la thèse Wissenschaft, Politik und öffentliche Meinung. Gelehrtenpolitik im Wilhelminischen Deutschland (1890–1914) avec Gerhard A. Ritter (de) à la LMU. Ritter encourage également l'intérêt de Rüdiger vom Bruch pour l'histoire sociale critique et son lien avec l'histoire des sciences et des universités.
Rüdiger vom Bruch obtient son habilitation en 1987 au LMU avec la thèse Von der Kameralistik zur Wirtschaftswissenschaft. Studien zur Geschichte der deutschen Nationalökonomie als Staatswissenschaft (1727–1923). La même année, il est nommé au Conseil académique. En 1989/1990, il travaille comme professeur suppléant à l'Université de Ratisbonne. Il est ensuite directeur de l'Institut allemand d'enseignement à distance (de) et professeur honoraire à l'Université Eberhard Karl de Tübingen jusqu'en 1993.
En 1993, Rüdiger vom Bruch est nommé professeur d'histoire des sciences à l'Université Humboldt de Berlin. De 1996 à 1997, il occupe la chaire Konrad Adenauer à l'Université de Georgetown à Washington, DC
Rüdiger vom Bruch est président de la Société pour l'histoire des sciences (de) de 1998 à 2001 et membre du conseil d'administration de la Société d'histoire des universités et des sciences. Depuis 2002, il est coordinateur du programme DFG "Science, politique et société" et, avec Ulrich Herbert, dirige un groupe de scientifiques qui étudient l'histoire de la Fondation allemande pour la recherche 1920-1970. En 2002, il préside un groupe de travail chargé par le Sénat académique de l'Université Humboldt de Berlin d'élaborer des propositions pour traiter publiquement de l'implication de cette université dans la politique d'extermination nazie. En 2006/2007, il est chercheur au Collège historique (de) de Munich. Au cours de l'année universitaire, il fait de l'Université de Berlin dans le "long" XIXe siècle le point central de ses recherches.
Rüdiger vom Bruch est éditeur du Jahrbuch für Universitätsgeschichte (de) depuis 1998 et co-éditeur de la série de publications Pallas Athene, publiée depuis 2001, ainsi que membre du conseil consultatif de la revue Das Hochschulwesen (de). Il est co-rédacteur en chef des Berichte zur Wissenschaftsgeschichte (de)

## Travaux
Vom Bruch écrit plus de 150 essais scientifiques et contributions à des livres et ouvrages de référence ainsi qu'environ 200 critiques pour des revues spécialisées, pour Die Zeit et pour Das Parlament.
auteur
- Wissenschaft, Politik und öffentliche Meinung. Gelehrtenpolitik im Wilhelminischen Deutschland (1890–1914). Dissertation. Universität München. Matthiesen, Husum 1980,  (ISBN 3-7868-1435-X).
- Weltpolitik als Kulturmission. Auswärtige Kulturpolitik und Bildungsbürgertum in Deutschland am Vorabend des Ersten Weltkrieges. Schöningh, Paderborn/München/Wien/Zürich 1982,  (ISBN 3-506-73254-4).
- Gustav Schmoller. In: Notker Hammerstein (de) (Hrsg.): Deutsche Geschichtswissenschaft um 1900. Steiner, Stuttgart 1988,  (ISBN 3-515-05059-0), S. 219–238.
- mit Helmuth Trischler (de): Forschung für den Markt. Geschichte der Fraunhofer-Gesellschaft. Beck, München 1999,  (ISBN 3-406-44531-4).
- Hans-Christoph Liess (Hrsg.): Bürgerlichkeit, Staat und Kultur im Kaiserreich. Ausgewählte Aufsätze. Steiner, Stuttgart 2005,  (ISBN 3-515-08656-0).
- Björn Hofmeister (Hrsg.): Gelehrtenpolitik, Sozialwissenschaften und akademische Diskurse in Deutschland im 19. und 20. Jahrhundert. Ausgewählte Aufsätze. Steiner, Stuttgart 2006,  (ISBN 3-515-08869-5).
- mit Sybille Gerstengarbe, Jens Thiel (de): Die Leopoldina. Die Deutsche Akademie der Naturforscher zwischen Kaiserreich und früher DDR. be.bra, Berlin 2016,  (ISBN 978-3-95410-026-2).

éditeur
- „Weder Kommunismus noch Kapitalismus.“ Bürgerliche Sozialreform in Deutschland vom Vormärz bis zur Ära Adenauer. München 1985,  (ISBN 3-406-30882-1).
- mit Otto B. Roegele (de): Von der Zeitungskunde zur Publizistik. Frankfurt am Main 1986,  (ISBN 3-89228-039-8).
- mit Gangolf Hübinger, Friedrich Wilhelm Graf: Kultur und Kulturwissenschaften um 1900. Stuttgart.
  - Teil I: Krise der Moderne und Glaube an die Wissenschaft. 1989,  (ISBN 3-515-05338-7). (Google books).
  - Teil II: Idealismus und Positivismus. 1997,  (ISBN 3-515-06544-X). (Google books).
- mit Rainer A. Müller (de): Formen ausserstaatlicher Wissenschaftsförderung im 19. und 20. Jahrhundert. Steiner, Stuttgart 1990,  (ISBN 3-515-05337-9).
- mit Rainer A. Müller: Historikerlexikon. Von der Antike bis zum 20. Jahrhundert. Beck, München 1991. 2. Auflage 2002,  (ISBN 3-406-47643-0).
- mit Rainer A. Müller: Kaiserreich und Erster Weltkrieg, 1871–1918. Stuttgart 2000.
- Friedrich Naumann in seiner Zeit. de Gruyter, Berlin, New York 2000,  (ISBN 3-11-016605-4).
- mit Björn Hofmeister: Deutsche Geschichte in Quellen und Darstellung. Band 8: Kaiserreich und Erster Weltkrieg. Reclam, Stuttgart 2000. 2. Auflage 2002,  (ISBN 3-15-017008-7).
- mit Brigitte Kaderas: Wissenschaften und Wissenschaftspolitik. Stuttgart 2002,  (ISBN 3-515-08111-9) (Rezension von Arne Schirrmacher auf hsozkult.de, November 2002).
- mit Christoph Jahr (de): Die Berliner Universität in der NS-Zeit. Stuttgart 2005.
  - Band 1: Strukturen und Personen. Hrsg. Christoph Jahr.  (ISBN 3-515-08657-9).
  - Band 2: Fachbereiche und Fakultäten. Hrsg. Rüdiger vom Bruch.  (ISBN 3-515-08658-7).
- mit Christoph Jahr: Studieren in Trümmern. Die Wiedereröffnung der Berliner Universität im Januar 1946. Dokumentation einer Ausstellung von Studierenden des Instituts für Geschichtswissenschaften der Humboldt-Universität zu Berlin, 24.1.–11.2.2006. R. Vom Bruch, C. Jahr, Berlin 2006,  (ISBN 3-00-018029-X).
- mit Uta Gerhardt, Aleksandra Pawliczek: Kontinuitäten und Diskontinuitäten in der Wissenschaftsgeschichte des 20. Jahrhunderts. Stuttgart 2006,  (ISBN 3-515-08965-9).
- mit Elisabeth Müller-Luckner: Die Berliner Universität im Kontext der deutschen Universitätslandschaft nach 1800, um 1860 und um 1910 (= Schriften des Historischen Kollegs. Kolloquien. Band 76). Oldenbourg, München 2010,  (ISBN 978-3-486-59710-3) (Digitalisat).
- mit Sybille Gerstengarbe, Jens Thiel, Simon Renkert: Wissenschaftsakademien im Zeitalter der Ideologien. Politische Umbrüche – wissenschaftliche Herausforderungen – institutionelle Anpassungen. Wissenschaftliche Verlagsgesellschaft, Stuttgart 2014,  (ISBN 978-3-8047-3243-8).